# Citrus leiocarpa
Апельсин Коджі (Citrus leiocarpa) 光橘 (гуан джу), 柑 子 (ган цзи) і 日本土柑 (рі бен ту ган) китайською таコウジ (kōji) японською — це вид цитрусових, що походить із Японії. Специфічний епітет (leiocarpa) походить від грецького leios (= гладкий) і karpon (= плід).

## Поширення
Окрім Японії, його вирощують у Східній Азії, включаючи Південну Корею та Китай.

## Опис
Плід сплюснутої форми, злегка ребристий, яскраво-оранжевого кольору, дуже дрібний і дуже зернистий, і з двох останніх причин його не вирощують для комерційного використання. Він дозріває з жовтня по листопад і культивується щонайменше з 1900 року. Може бути моноембріональним. Дерево густо розгалужене, має широку крону і короткий прямий стовбур. Листя темно-зелені, мають форму еліпса.

## Генетика
Вважається, що Citrus leiocarpa є гібридом між видами Коджі і Тачибаною. Його генотип збігається з генотипом різновидів Комікан і Тукан.

## Різновиди
Citrus leiocarpa f. monoembryota, форма Коджі, була описана Чозабуро Танака. Колись вважалося, що це мутація апельсина Коджі, але було виявлено, що це гібрид між Коджі (батьком пилку) і Кішу (материнська рослина). Китайською мовою це називається 駿河柑子 (джун хе ган цзи), а японською –スルガユコゥ(суруга юко) і駿河柚柑 (суруга юзукан).